# 그리드위즈
그리드위즈(Gridwiz)는 대한민국의 전력수요관리 기업이다. 박일준 산업통상자원부 2차관은 그리드위즈 본사를 방문한 적이 있다.

## 투자
SK가스가 2대 주주로 있다.

## 상장
2024년 6월 14일 주관사를 삼성증권으로 공모가 40,000원에 코스닥 시장에 상장할 예정이다.

## 같이 보기
- 전기차 충전기

## 참고문헌
1. ↑  변상근, 박일준 차관, 그리드위즈 방문…VPP 추진방향 모색, 전자신문, 2023년 5월 4일
2. ↑  윤정일, 미래 에너지산업의 축, 전력중개사업자 길라잡이(7) 그리드위즈, 전기신문, 2023년 9월 6일
3. ↑  김동하, 'SK가스가 찜한 기업'…그리드위즈 코스닥 출사표, 한국경제, 2024년 5월 24일
4. ↑  오대석, 에너지솔루션 스타트업 그리드위즈, 코스닥 상장 도전, 매일경제, 2023년 10월 30일